# Хотча-Дольна
Хотча-Дольна (пол. Chotcza Dolna) — село в Польщі, у гміні Хотча Ліпського повіту Мазовецького воєводства.
Населення — 217 осіб (2011).
У 1975-1998 роках село належало до Радомського воєводства.

## Демографія
Демографічна структура станом на 31 березня 2011 року:
|          | Загалом | Допрацездатний вік | Працездатний вік | Постпрацездатний вік |
| -------- | ------- | ------------------ | ---------------- | -------------------- |
| Чоловіки | 109     | 20                 | 74               | 15                   |
| Жінки    | 108     | 18                 | 57               | 33                   |
| Разом    | 217     | 38                 | 131              | 48                   |